# Triglops scepticus
Triglops scepticus är en fiskart som beskrevs av Gilbert, 1896. Triglops scepticus ingår i släktet Triglops och familjen simpor. Inga underarter finns listade i Catalogue of Life.